# Кареєва Ганна Василівна
Ганна Василівна Кареєва  (рос. Анна Васильевна Кареева, 10 травня 1977) — російська гандболістка, олімпійська медалістка.

## Виступи на Олімпіадах
| Олімпіада  | Дисципліна | Місце |
| ---------- | ---------- | ----- |
| Пекін 2008 | гандбол    | 2     |